# Jardin d'Épicure
Le Jardin est l'école philosophique ouverte aux hommes, aux femmes et même aux esclaves, créée par Épicure en 306 avant Jésus-Christ et installée au nord d'Athènes.
Épicure y enseigne les moyens de parvenir à l'ataraxie (la paix de l'âme), conception du bonheur qui appartient à l'épicurisme.